# Myxilla behringensis
Myxilla behringensis är en svampdjursart som beskrevs av Lawrence Morris Lambe 1900. Myxilla behringensis ingår i släktet Myxilla och familjen Myxillidae.
Artens utbredningsområde är havet utanför Alaska. Inga underarter finns listade i Catalogue of Life.